# Каронга
Каронга (на английски: Karonga) е град в Малави, Северен регион. Административен център на област Каронга. През 2008 г. градът има 42 555 жители.